# Los Gallardos
Los Gallardos est une commune de la province d'Almería, Andalousie, dans le sud-est de l'Espagne.

## Géographie

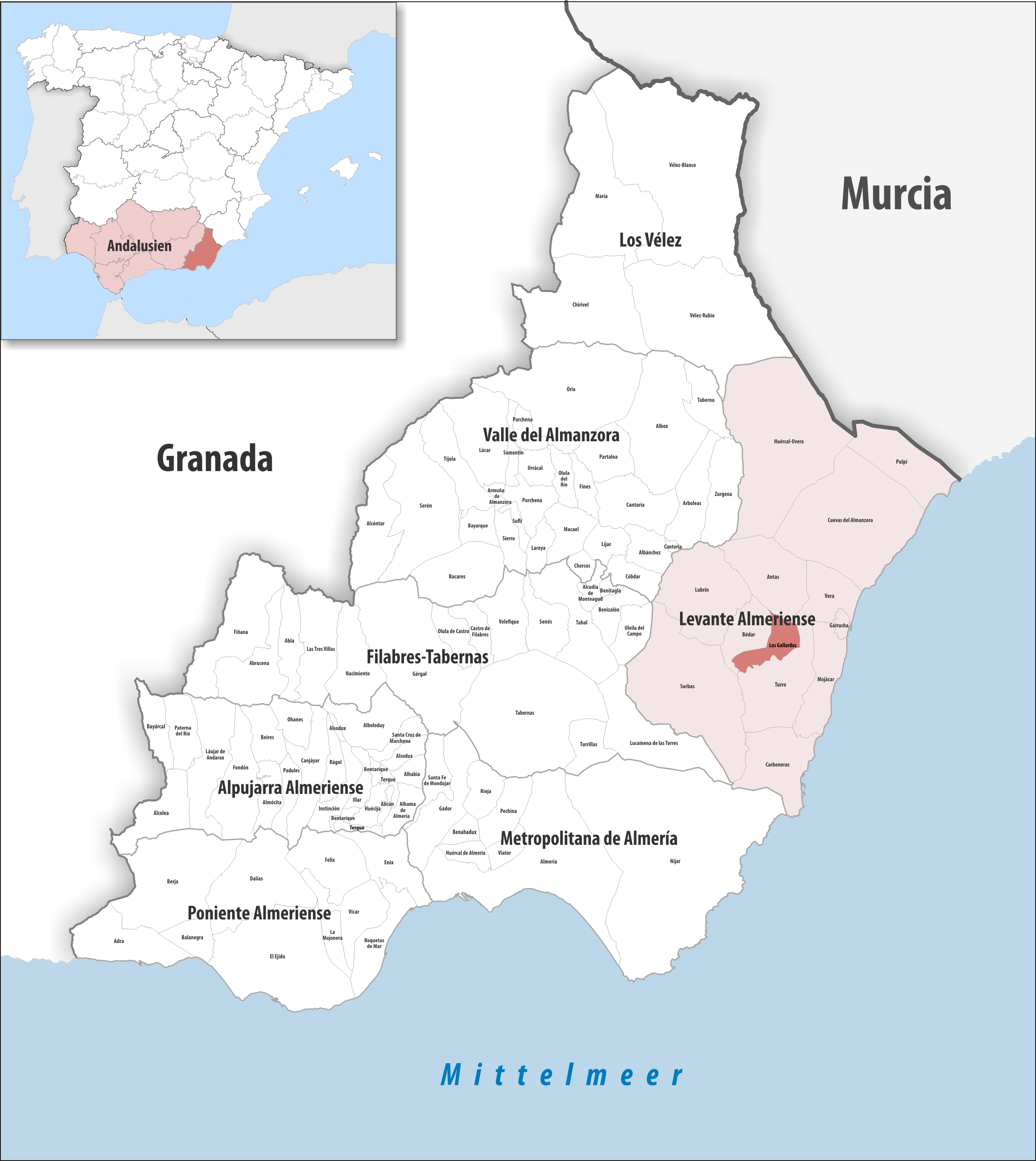
Los Gallardos dans la comarque Levante almeriense, province d'Almería / en Andalousie

### Localisation
La commune de Los Gallardos se trouve dans l'est de la province d'Almería et à peu près au centre de la comarque Levante almeriense.
Almería est à 77 km sud-ouest ;
Madrid à 541 km nord-nord-ouest ;
Gibraltar à 415 km ouest-sud-ouest (distances par route).

### Hydrographie
Le petit fleuve côtier Aguas (es) marque la longue limite de commune avec Turre au sud-est. Son affluent le Jauto (es) vient de Bédar, traverse la commune de los Gallardos et conflue juste au sud du hameau Alfaix.

### Généralités
En 2017, elle comptait 2841 habitants. Sa superficie est de 35,1 km² et a une densité de 80,94 habitants / km².[réf. nécessaire]
Elle est traversée sur toute sa longueur du nord-est au sud-ouest par l'autoroute A-7.

## Administration
| Période                                  | Période | Identité | Étiquette | Qualité |
| ---------------------------------------- | ------- | -------- | --------- | ------- |
| N/A                                      | N/A     | N/A      | N/A       | Maire   |
| Les données manquantes sont à compléter. |         |          |           |         |